# Borna
Borna è una città di 19 470 abitanti della Sassonia, in Germania. È il capoluogo, ma non il centro maggiore, del circondario di Lipsia; si fregia del titolo di "Grande città circondariale" (Große Kreisstadt). 
Qui fu scoperto un virus neurotropo che prende il nome dalla località: il Bornavirus.

## Amministrazione

### Gemellaggi
- Étampes
- Irpin
- Spaichingen